# Alfred Vogel
Alfred Vogel (Aesch, 26 oktober 1902 – Feusisberg, 1 oktober 1996) was een Zwitserse fytotherapeut die in 1963 Bioforce AG oprichtte, een producent van natuurgeneesmiddelen.

## Biografie
Vogel groeide op in Aesch, in de omgeving van Bazel. Van 1923 tot 1932 baatte hij een reformhuis uit in Bazel. In 1929 begon hij met de uitgave van het maandblad Das neue Leben. In 1937 vestigde hij zich als natuurarts in Teufen, in het noordoosten van Zwitserland. Van 1950 tot 1979 ondernam hij verschillende wereldwijde studiereizen. In 1955 richtte hij het Nederlandse bedrijf Biohorma op.
Zijn gedachtegoed was gebaseerd op het gezegde "je bent wat je eet", en hij legde het belang van goed eten (veel groenten en fruit) en natuurlijk genezen uit in verschillende publicaties. Van zijn boek Der kleine Doktor (1952) zouden meer dan 2 miljoen exemplaren zijn verkocht in 12 verschillende talen. In Nederland verscheen het onder de titel De kleine dokter.
Vogel was lid van de Jehova's getuigen. De Nederlandse tak van Biohorma was destijds in handen van Nederlandse Jehova's getuigen, met name de familie van medeoprichter Bolle. Vogel propageerde sommige doctrines van Jehova's getuigen in zijn boek De kleine dokter. In oudere edities kan bijvoorbeeld worden gelezen dat God bloedtransfusie verbood en dat het toch toepassen van deze medische behandeling zou kunnen leiden tot karakterverandering.
Vogel overleed op 93-jarige leeftijd in Feusisberg.

## Echinaforce
Het kruid rode zonnehoed (Echinacea purpurea), dat verwerkt is in het middel Echinaforce, is een belangrijke basis voor Vogels reputatie. Volgens Vogels biografie werd hij door de Indiaanse medicijnman Black Elk gewezen op de geneeskrachtige werking ervan, waarna hij er zaden van meenam naar Europa. In de biografie staat een foto van Vogel met de betreffende medicijnman. De indiaan op de foto is geïdentificeerd als Ben Black Elk, die zich door toeristen liet fotograferen bij Mount Rushmore. Bij zijn dood werd hij door The New York Times gememoreerd als de meest gefotografeerde indiaan ter wereld ofwel 'Het vijfde gezicht van Mount Rushmore'.
Echinaforce is het best verkochte natuurgeneesmiddel. In Nederland worden er jaarlijks meer dan 150.000 verpakkingen van verkocht. In 2006 werd geschat dat van Echinaforce wereldwijd in totaal circa 2,6 miljard doseringen van 2 ml zijn gebruikt in de meer dan 50 jaar dat het op de markt is.

## Doctorstitel
Alfred Vogel was tot in de jaren tachtig nog bekend als doctor A. Vogel of ook dr. Vogel. Hem zou in 1952 door een Californische universiteit een eredoctoraat in de medische botanie zijn toegekend, zodat hij zich dr.h.c. A. Vogel mocht noemen. Om welke instelling het precies ging is niet duidelijk; mogelijk de inmiddels niet meer bestaande California University of Liberal Physicians. Omdat Vogel geen medicus was maar wel in natuurgeneesmiddelen handelde, wekte de benaming dr. Vogel een onterechte associatie op. Na een klacht in 1981 bij de Reclame Code Commissie werd de titel dr. niet meer gebruikt. In 1982 publiceerde cabaretier Ivo de Wijs in NRC Handelsblad een artikel over deze kwestie waarin hij Alfred Vogel als kwakzalver kwalificeerde.

## Publicaties
- Kleiner Wegweiser für Lebensreform (1925)
- "A.Vogel Gesundheits-Nachrichten. Zeitschrift für natürlich gesundes Leben" (1929)
- Die Nahrung als Heilfaktor (1935)
- Der kleine Doktor (1952); De kleine dokter (eerste Nederlandse uitgave); uitgeverij Biohorma, 8e druk, 1960.
- Die Leber als Regulator der Gesundheit (1960)
- Krebs - Schicksal oder Zivilisationskrankheit? (1982)